# François Besson (water-polo)
Pour les articles homonymes, voir François Besson et Besson.
François Besson, né le 27 juin 1968 à Lyon, est un joueur de water-polo français.

## Biographie
Il est champion de France et demi-finaliste de la Coupe des champions en 1993 avec le Cacel Nice.
Avec l'équipe de France de water-polo masculin, il termine onzième des Jeux olympiques d'été de 1992 à Barcelone.